# Sfelinós (Serrès)
Sfelinós, en grec moderne : Σφελινός, est un village du dème de Néa Zíchni, dans le district régional de Serrès, en Macédoine-Centrale, Grèce.
Selon le recensement de 2011, la population du village compte 304 habitants.